# Deutscher Stahlbau-Verband
Der Deutsche Stahlbau-Verband  (kurz DSTV) ist ein 1904 gegründeter Interessenverband der Stahlindustrie. Verbunden mit dem DSTV ist der Deutsche Ausschuss für Stahlbau DASt.

## Geschichte
Der Verband wurde 1904 unter dem Namen Verein Deutscher Brücken- und Eisenbaufabriken – VDBEF gegründet. Zehn Jahre später firmierte er als Deutscher Eisenbau-Verband und ab 1928 schließlich als Deutscher Stahlbau-Verband.
Der DSTV und das bauforumstahl (BFS) schlossen sich zum 1. Januar 2012 unter der Firmierung bauforumstahl e. V. zusammen. Sie sind Ausrichter des Deutschen Stahlbautages. Der Sitz des Verbandes ist in Düsseldorf.

## Ziele
Der Verband versteht sich als Gesprächspartner von Stahlindustrie und Stahlbaubetrieben. Er steht zudem in Kontakt mit ausführenden Firmen und ausschreibenden Ingenieurbüros. Zentrales Ziel ist die Informationsvermittlung über moderne Stahlbaustoffe und Bauweisen. Durch die Veröffentlichung von Informationsmaterialien (zum Teil auch online) macht der Verband auf die Stahlbautechnik aufmerksam. Im Rahmen von Fortbildungskursen und Seminaren wird dieses Wissen an Interessierte weitervermittelt.
Die Mitglieder nehmen an nationalen und internationalen Gremien und Ausschüssen teil und vertreten dort die Interessen der Stahlindustrie. Auch bei der Ausarbeitung von Normen und Richtlinien wirkt der Verband mit.

## Deutscher Ausschuss für Stahlbau DASt
Der am 11. Januar 1908 gegründete Deutsche Ausschuß für Stahlbau DASt ging aus dem DSTV hervor, dessen Vorstand seither auch die Geschäftsführung übernahm. Eingetragen ins Vereinsregister wurde er zunächst unter dem Namen „Ausschuß für Versuche im Eisenbau“; seinen heutigen Namen erhielt er am 3. Dezember 1935. Er ist ein technisch-wissenschaftlicher Verein, dessen Aufgabe es ist, Forschung, Vorschriftenbearbeitung und Normung im Stahlbau zu fördern. Mitglieder sind Vertreter der Wissenschaft, der Behörden, der Industrie, der stahlbaunahen Industriezweige und Einrichtungen sowie Ingenieurunternehmen der Tragwerksplanung.